# Aouly
Aouly (en ukrainien : Аули ; en russe : Аулы) est une commune urbaine de l'oblast de Dnipropetrovsk, en Ukraine. Sa population s'élevait à 4 177 habitants en 2013.

## Géographie
Aouly est située à 6 km à l'ouest de Kamianske et à 40 km à l'ouest de Dnipro, sur la rive droite du réservoir de Kamianske sur le Dniepr.

## Histoire
Le village d'Aouly accéda au statut de commune urbaine en 1938. Après l'aménagement du réservoir de Dniprodzerjynsk (actuel Kamianske) sur le Dniepr, entre 1963 et 1965, la plus grande partie du territoire d'Aouly fut submergée et un nouveau village fut bâti sur une colline.

## Population
Recensements (*) ou estimations de la population :
| 1959* | 1970* | 1979* | 2001* | 2008  |
| ----- | ----- | ----- | ----- | ----- |
| 6 081 | 4 975 | 4 814 | 4 345 | 4 250 |

| 2009  | 2010  | 2011  | 2012  | 2013  |
| ----- | ----- | ----- | ----- | ----- |
| 4 222 | 4 211 | 4 204 | 4 197 | 4 177 |